# Quatre ou double
Quatre ou double (titre original : Four to Score) est un roman policier américain de Janet Evanovich publié en 1998. C'est le quatrième titre de la série ayant pour héroïne Stephanie Plum.

## Résumé
Dans ce roman, Stephanie Plum part à la recherche de Maxine, une jeune femme qui rend la vie infernale à son ex. 
Steph est entourée par une équipe explosive comme à son habitude : Lula, une ancienne prostituée à la retraite anticipée, et Sally, un drag-queen hétéro adorable. Entre des agressions diverses et des retournements de situations fracassants, Stéphanie se voit obligée de s'installer chez LE flic le plus sexy de trenton, Joe Morelli. 